# Parafia Matki Boskiej Częstochowskiej w Soczewce
Parafia pw. Matki Boskiej Częstochowskiej w Soczewce – parafia rzymskokatolicka należąca do dekanatu gostynińskiego, diecezji płockiej, metropolii warszawskiej. 